# Jogo eletrônico de quebra-cabeça

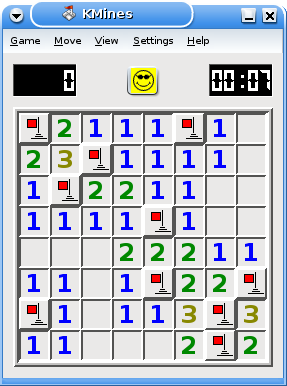
Campo minado, um popular jogo de quebra-cabeça encontrado em várias máquinas.

Jogo eletrônico de quebra-cabeça (também conhecidos como jogo puzzle ou jogo de puzzle) é um gênero de jogo eletrônico que se foca em solucionar quebra-cabeças. Os tipos de quebra-cabeças a serem resolvidos podem testar diversas habilidades do jogador, como lógica, estratégia, reconhecimento de padrões, solução de sequências e ter que completar palavras.
Jogos da categoria envolvem uma variedade de desafios de lógica e conceito, apesar de ocasionalmente eles adicionarem pressão-por-tempo e outros elementos de ação.

## Definição e jogabilidade

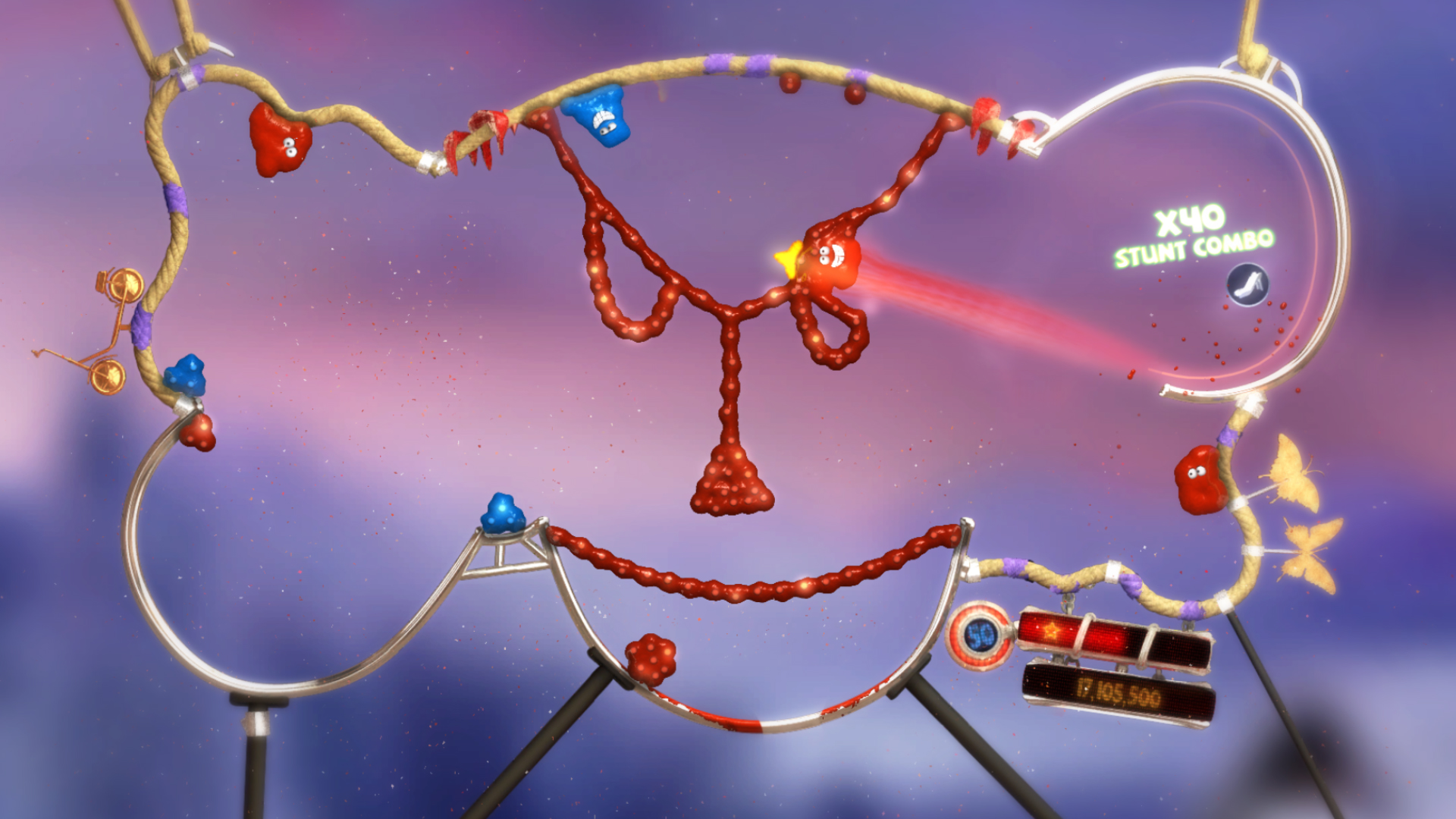
The Splatters, jogo Xbox Live Arcade game baseado em física.

Os jogos de quebra-cabeça se concentram em desafios lógicos e conceituais. Embora muitos jogos de ação e aventura incluam elementos de quebra-cabeça no design de níveis, um verdadeiro jogo de quebra-cabeça concentra-se na solução de quebra-cabeças como sua principal atividade de jogo.
Em vez de apresentar uma coleção aleatória de quebra-cabeças para resolver, os jogos de quebra-cabeça geralmente oferecem uma série de quebra-cabeças relacionados que são uma variação de um único tema. Este tema pode envolver reconhecimento de padrões, lógica ou compreensão de um processo. Esses jogos geralmente possuem um conjunto de regras, onde os jogadores manipulam as peças do jogo em uma grade, rede ou outro espaço de interação. Os jogadores devem desvendar pistas para alcançar alguma condição de vitória, o que lhes permitirá avançar para o próximo nível. Concluir cada quebra-cabeça geralmente levará a um desafio mais difícil.
Os jogos de quebra-cabeça podem incluir:
- Objetos correspondentes com base em categorias (por exemplo, padrões, cores, formas, símbolos, etc.);
- Visualizando e manipulando objetos no espaço e no tempo;
- Memorizando padrões complexos;
- Lidando com as crescentes complexidades de quebra-cabeças baseadas em quebra-cabeças anteriores;
- Resolvendo quebra-cabeças sob uma restrição de tempo ou restrição de vida limitada;
- Aplicando conhecimentos anteriores conhecidos sobre o mundo;
- Pensando fora da caixa.

## História

### Origens e popularidade
Jogos de quebra-cabeça de vídeo devem suas origens ao quebra-cabeças e enigmas ao longo da história humana. O jogo de estratégia matemática Nim e outros jogos tradicionais de raciocínio, como Hangman e Bulls and Cows (comercializados como Mastermind), eram alvos populares para implementação em computador.
O Heiankyo Alien 1979 da Universidade de Tóquio, originalmente para o PC-8001, é um precursor de jogos de plataforma de quebra-cabeça posteriores, como Lode Runner (1983), Door Door (1983), e Doki Doki Penguin Land (1985).
Blockbuster, de Alan Griesemer e Stephen Bradshaw (Atari 8-bit, 1981), é uma versão computadorizada do quebra-cabeça Rubik's Cube. Snark Hunt (Atari 8-bit, 1982) é um jogo single-player de dedução lógica, um clone do jogo de tabuleiro Black Box dos anos 1970. Sokoban, de 1982 têm sido amplamente copiado e sua mecânica central incorporados em outros jogos.
Elementos do Loco-Motion da Konami (1982) foram vistos mais tarde em Pipe Mania da LucasArts (1989).
O Puzzle Panic de 1984 para os computadores Atari de 8 bits usa especificamente a palavra puzzle no título do jogo. 1984 também viu o lançamento de Boulder Dash, onde o objetivo é coletar diamantes enquanto evita ou explora as rochas que caem quando a sujeira sob eles é removida. Isso levou a uma série de clones classificados como "jogos de pedras e diamantes".
Em 1985, Chain Shot! introduziu a remoção de grupos de ladrilhos da mesma cor em uma grade, fazendo com que os ladrilhos restantes caíssem no espaço. Uncle Henry's Nuclear Waste Dump (1986) tem semelhanças com Tetris, embora tenha sido publicado antes de Tetris chegar aos Estados Unidos, e o autor afirma que não o viu.
Tetris revolucionou e popularizou o gênero de jogos de quebra-cabeça. O jogo foi criado pelo designer de jogos soviético Alexey Pajitnov em 1984, que foi inspirado por um jogo de quebra-cabeça tradicional chamado Pentomino no qual os jogadores organizam os blocos que caem em linhas sem lacunas. O jogo foi um sucesso moderado quando lançado pela Spectrum Holobyte para MS-DOS em 1987 e Atari Games nos fliperamas em 1988, mas vendeu 30 milhões de cópias apenas no Game Boy.